# Sarah Schmitz (Leichtathletin)
Sarah Schmitz (* 10. März 1998) ist eine deutsche Leichtathletin.

## Karriere
Bei den Deutschen Meisterschaften 2018 wurde sie Fünfte der 3 × 800-m-Staffel zusammen mit Vera Coutellier und Christina Zwirner. Bei den Deutschen Meisterschaften 2019 wurde sie Achte der Mannschaftswertung im 10-km-Straßenlauf. Zusammen mit Inken Terjung und Vera Coutellier gewann sie die 3 × 800-m-Staffel der Deutschen Hallenmeisterschaften 2024.